# Rjev
Rjev, rus: Ржев,  [ˈrʐɛf] (?·pàg.), és una ciutat de l'óblast de Tver, a Rússia. Es troba a la vora del Volga. Va ser fundada l'any 1126 i té la categoria de ciutat des de 1775. És a 126 km de Tver, al costat de l'autopista i del ferrocarril que uneix Moscou amb Riga. És la segona ciutat amb més població de la província.

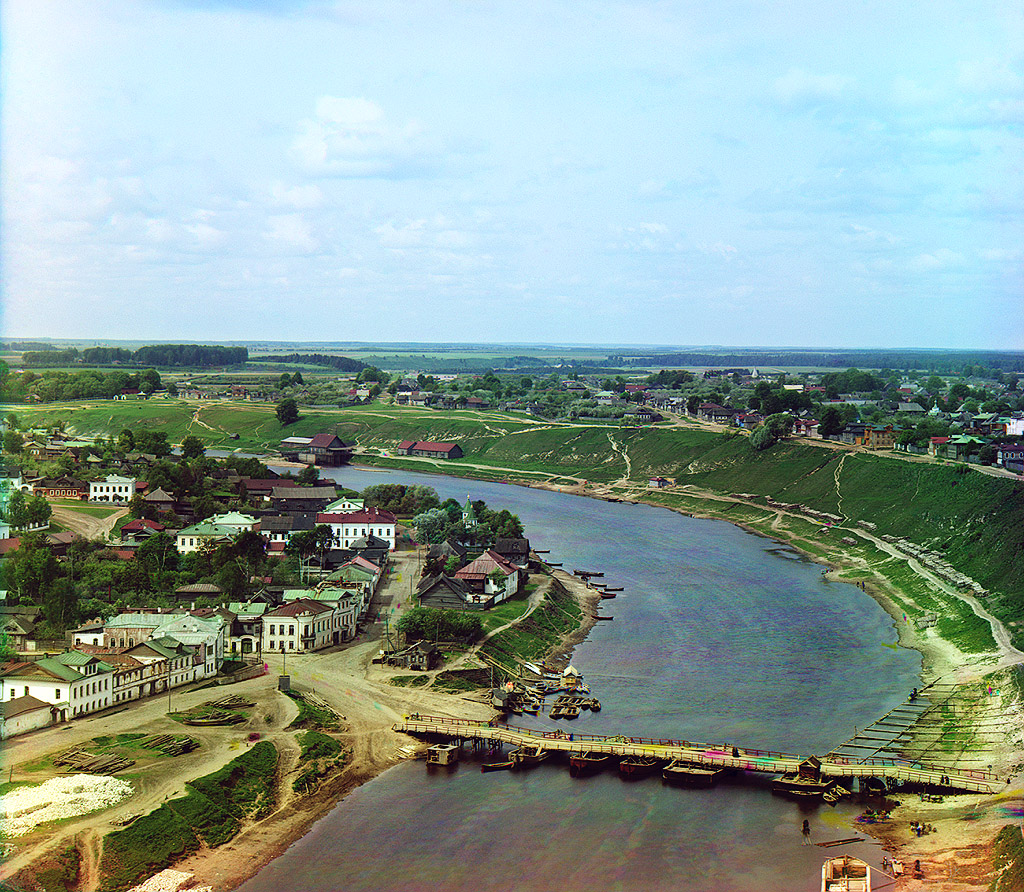
Rjev, abans de la Revolució russa de 1917

Rjev va ser destruïda completament per les batalles de Rjev de la Segona Guerra Mundial.
El 8 d'octubre de 2007 Rjev obtingué el títol de "Ciutat de la glòria militar".